# Japońska moda uliczna
Japońska moda uliczna (jap. 日本のストリートファッション, Nihon no sutoreeto fasshon) – współczesny, miejski styl ubioru w Japonii. Styl charakteryzuje duża różnorodność, od tradycyjnych japońskich ubrań, po awangardowe nowe kreacje na wzór haute couture z europejskich wybiegów mody. Styl często łączy ubrania lokalnych marek odzieżowych z zagranicznymi oraz miesza ze sobą różne style ubioru i ich poszczególne elementy.

## Historia
Japońska moda miejska ma swoje początki w latach 50. XX wieku. Swoją działalność rozpoczęło w tamtym okresie kilka marek odzieżowych specjalizujących się w modzie ulicznej, takich jak Onitsuka Tiger (obecnie ASICS).
Wpływ na japońską modę miało pojawienie się kultury młodzieżowej w latach 60. i 70. XX wieku, która trwa do dziś. Widoczne jest to np. na Harajuku w Shibuyi w Tokio. Młodzieżowe subkultury napędziły rozwój nowych stylów, wyglądu i subkultur mody. Wpływ na modę miał także nagły wzrost konsumpcjonizmu, który odegrał ważną rolę w kształtowaniu się narodowego charakteru Japonii podczas jej boomu gospodarczego w latach 80. Pomimo końca boomu, który nastąpił w następnym dziesięcioleciu, wprowadzony przez niego czynnik konsumpcjonizmu nadal jest jednym z kluczowych elementów kształtowania się współczesnej mody w Japonii. Wszystkie te czynniki skutkują szybką i nagłą zmiennością popularności oraz rotacją poszczególnych stylów w danym momencie. Wpływ mają także na tworzenie się nowych.
W 2003 roku na główny nurt branży odzieżowej wpłynął japoński hip-hop, który od dawna był obecny w podziemnej scenie muzycznej w Tokio. Popularność muzyki była tak duża, że młodzież w Tokio naśladowała swoje ulubione gwiazdy hip-hopu, od sposobu ubierania się w zbyt duże ubrania po opaloną skórę.
Na modę znaczący wpływ miał również redagowany od 1997 roku, przez Shoichiego Aoki, magazyn mody „Fruits”. Magazyn dokumentował pojawianie się i zanikanie różnych stylów mody po roku 2000 oraz promował całokształt mody ulicznej w Japonii.

## Przemysł modowy

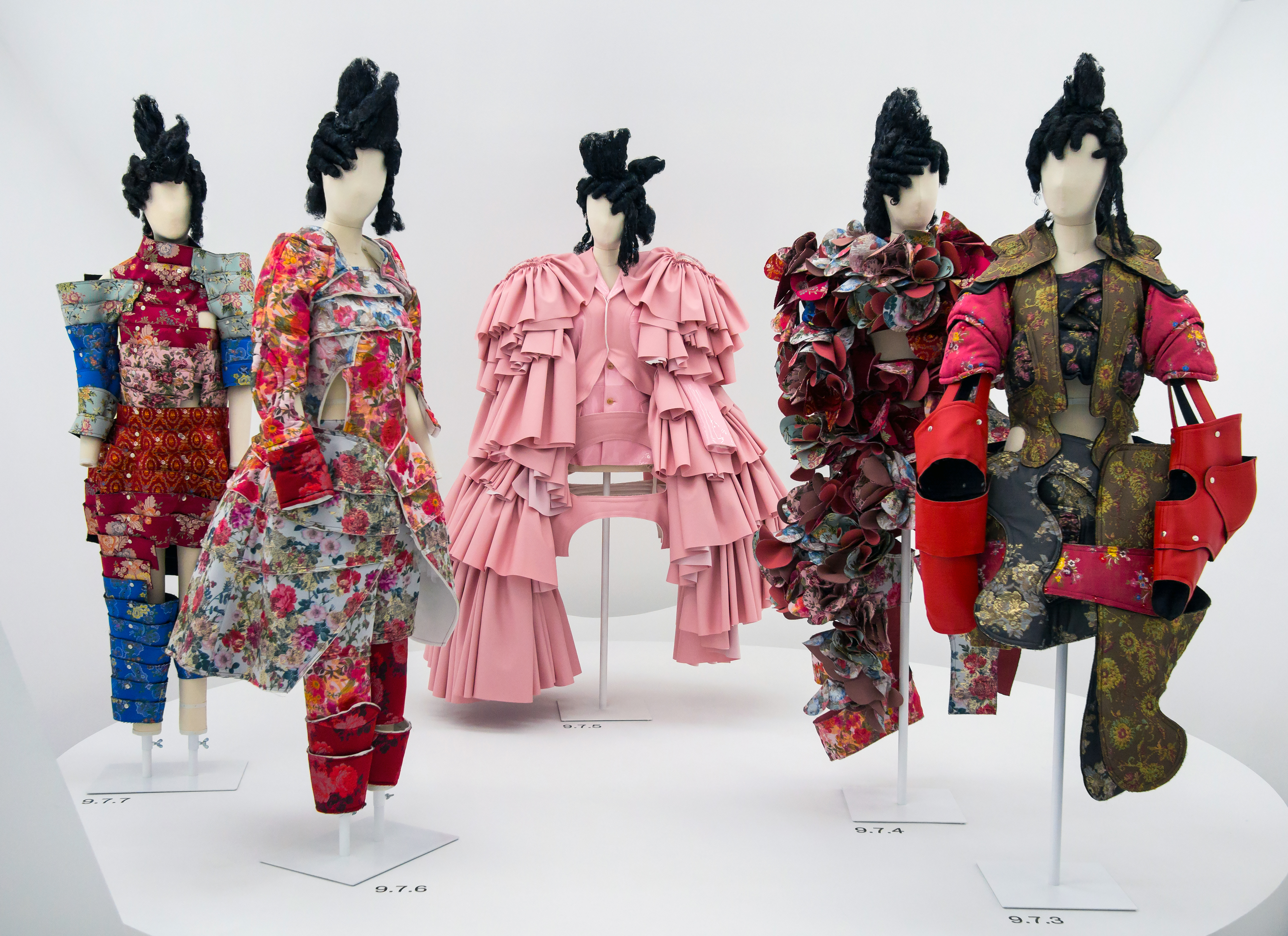
Odzież marki Comme des Garçons wystawiona w Metropolitan Museum of Art w Nowym Jorku

Japońska moda uliczna znana jest z dużej różnorodności, dynamiki oraz mieszania różnych stylów i gatunków dlatego nie ma marki, która mogłaby konsekwentnie przyciągać do siebie wszystkie grupy modowe. Ogromny popyt na ubrania jest zaspokajany przez wiele różnych firm z wielu krajów, a sam japoński przemysł modowy jest bardzo rozbudowany.
Na początku lat 80. przez intensywne stosowanie monochromatycznych kolorów i nowatorskie wzornictwo marki Issey Miyake, Yohji Yamamoto i Comme des Garçons zyskały największą popularność i są często uważane za kluczowe marki japońskiej mody.
Wpływ japońskiego społeczeństwa na panujące trendy i jego udział w szerszych ruchach modowych jest mocno złożony. Duży wpływ na modę ma młodzież, która w Japonii ma do dyspozycji spore fundusze. Niektórzy argumentują to faktem, że w Japonii jest duży odsetek osób młodych mieszkających z rodzicami znacznie dłużej niż w innych krajach, co zmniejsza znacząco koszty utrzymania i umożliwia większe wydatki na odzież.
W Japonii jest wysoki popyt na towary zagranicznych marek luksusowych. Według danych z 2006 roku, Japonia zużyła 41 procent wszystkich luksusowych dóbr na świecie.
Japońska moda uliczna ma spory wpływ na modę w Stanach Zjednoczonych. Luksusowe marki modowe, takie jak Comme des Garçons, odgrywają ważną rolę w globalnym przemyśle od lat 80 XX wieku, zwłaszcza poprzez częste współprace z innymi markami. W 2008 roku Rei Kawakubo projektowała dla Louis Vuitton, oraz H&M. Moda Harajuku zajęła 5. miejsce w kategorii mody w rankingu Google Search of the Year 2019.

## Współczesna japońska moda uliczna

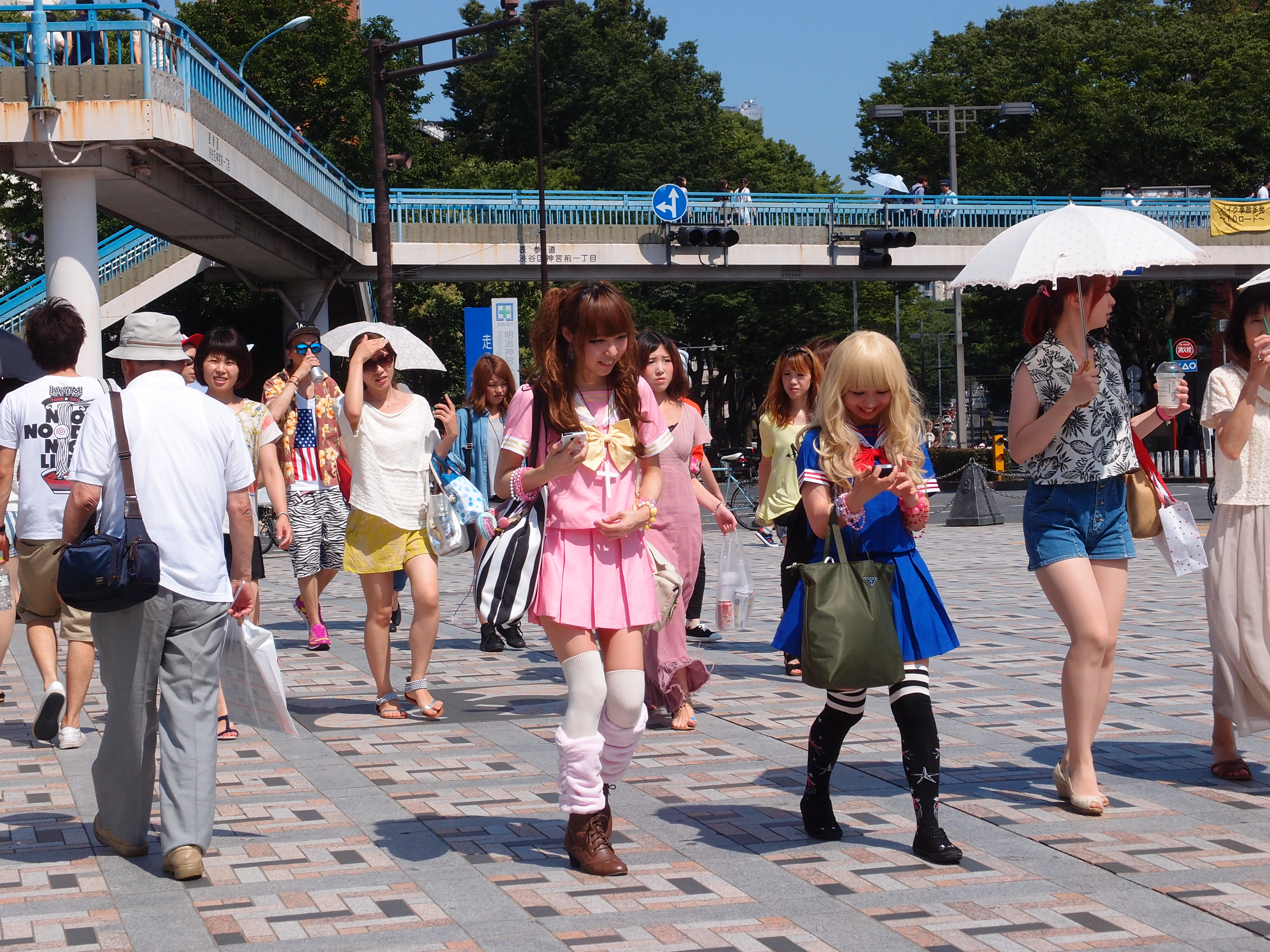
Kobiety ubrane w stylu ulicznym idące przez Harajuku

Chociaż style ubioru zmieniały się na przestrzeni lat od lat 50. XX wieku, moda uliczna nadal jest widoczna w dzisiejszym Tokio. W dużych dzielnicach mody miejskiej, takich jak Harajuku (Ura-Harajuku), Aoyama, Ginza, Odaiba, Shinjuku i Shibuya często można spotkać młodych ludzi w strojach różnych subkultur modowych.

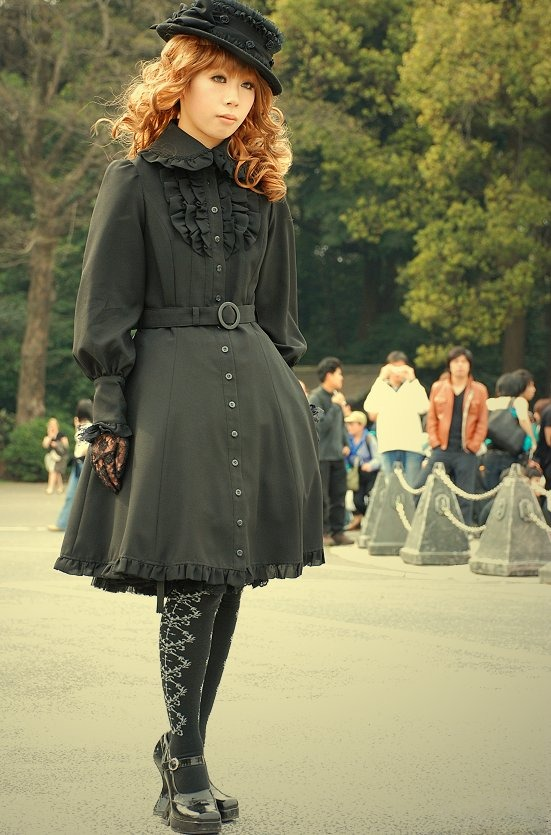
Lolita w Harajuku, Tokio

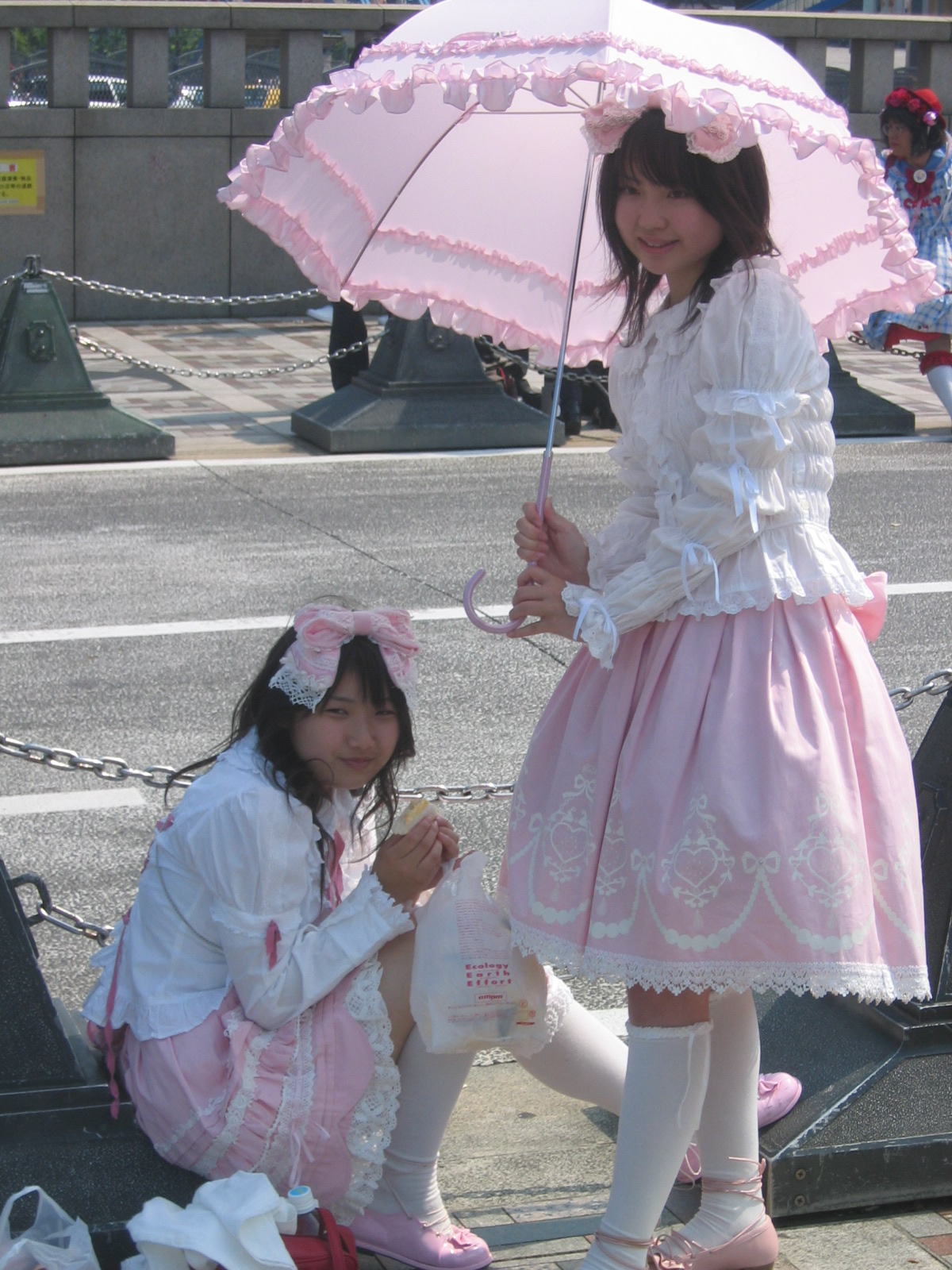
Sweet lolity

### Lolita
Jeden z największych i najbardziej rozpoznawalnych stylów japońskiej mody ulicznej popularny na całym świecie. Lolita jest damskim stylem ubioru o eleganckim i zakrytym charakterze dobieranych ubrań. Osoby ubrane w tym stylu noszą zazwyczaj spódnice lub sukienki mniej, więcej do wysokości kolan z halkami pod spodem dla objętości. Bluzki lub topy są ozdobione zazwyczaj koronką lub falbankami, na wzór stylu wiktoriańskiego lub rokokowego. Ważnym elementem stroju są także długie skarpety lub pończochy także ze zdobieniami. Noszący ten styl często zakładają buty Mary Jane. Styl ten jest na tyle rozbudowany, że posiada własne podstyle. Najbardziej znane podstyle Lolity to:
- Gothic Lolita – styl silnie inspirowany wschodnim i wiktoriańskim stylem gotyckim. Często charakteryzuje się ciemnymi kolorami i dodatkami ozdobionymi mrocznymi motywami takimi jak szkielety, nietoperze, pająki i inne popularne gotyckie motywy, takie jak np. postacie z filmów Tima Burtona. Wiktoriańskie żelazne bramy i wzory architektoniczne również często pojawiają się w nadrukach na sukienkach. Popularne są również kapelusze, prostokątne nakrycia głowy i broszki[17][18][19].
- Sweet Lolita – najbardziej dziecięcy ze styli Lolity, charakteryzujący się głównie motywami z udziałem małych zwierząt, baśniami i niewinnym, dziecięcym strojem. Początkowo inspirowany był wiktoriańską odzieżą dziecięcą i kulturą kawaii, która jest bardzo rozpowszechniona w Japonii. Często używane są pastelowe kolory, chociaż niektóre sukienki lub spódnice mogą również zawierać ciemniejsze lub stonowane kolory. Duże kokardy na głowie, urocze torebki i pluszaki są również popularnymi dodatkami[20].
- Klasyczna Lolita – podstyl bardziej przypominający historyczną modę epoki rokoka lub wiktoriańskiej. Kolory używane w tym stylu są zazwyczaj stonowane, nadając mu bardziej dojrzały charakter. Popularne są kwiatowe nadruki i jednolite kolory, choć nie brakuje też bardziej fantazyjnych wzorów. Małe kokardki, kapelusze, prostokątne nakrycia głowy i koronkowe ozdoby do włosów to popularne dodatki[21][22].
- Punk Lolita – eksperymentalny styl, łączący wpływy subkultury punka z Lolitą[23].
- Ouji – znany również jako „styl chłopięcy”, to bardziej męski odpowiednik lolity, inspirowany wiktoriańską odzieżą chłopięcą. „Spodnie książęce”, które są krótkimi spodniami w stylu capri, obciętymi na wysokości kolan, zazwyczaj z jakimś detalem (np. koronkową lamówką), są często noszone z męskimi bluzkami, kapeluszami, skarpetkami do kolan i innymi dodatkami[20][24].

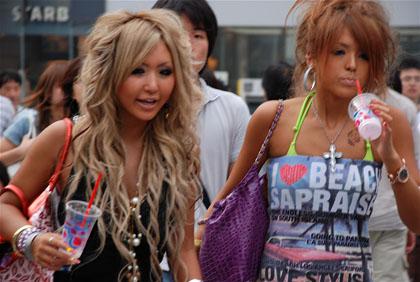
Styl Gyaru

### Gyaru

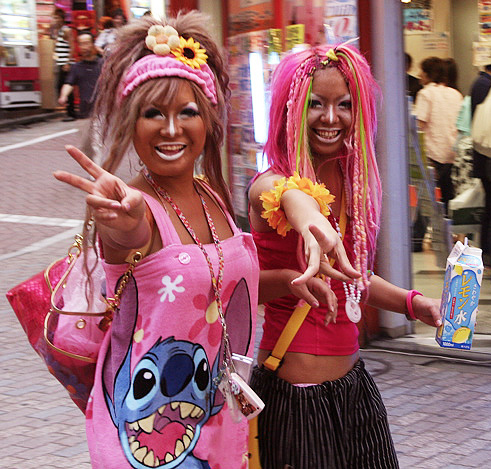
Styl Ganguro

Japońskiej moda uliczna wywodząca się z lat 70 XX wieku. Gyaru skupia się na dziewczęcym, glamour stylu, skupiając się na sztucznej urodzie, takiej jak kolorowe peruki, sztuczne rzęsy i sztuczne paznokcie. Gyaru jest również silnie inspirowane zachodnią modą. Jego męski odpowiednik to gyaruo.

### Ganguro
Styl Ganguro japońskiej mody ulicznej stał się popularny wśród japońskich dziewcząt na początku lat 90 XX wieku i osiągnął szczyt popularności na początku lat 2000. Ganguro należy do szerszej subkultury mody gyaru. Ganguro zazwyczaj obejmuje jaskrawe stroje, mini-spódniczki i wiązane sarongi. Styl ganguro charakteryzuje się rozjaśnionymi włosami, głęboką opalenizną, sztucznymi rzęsami, czarno-białą kreską do oczu, bransoletkami, kolczykami, pierścionkami, naszyjnikami i butami na platformie.

### Kogal

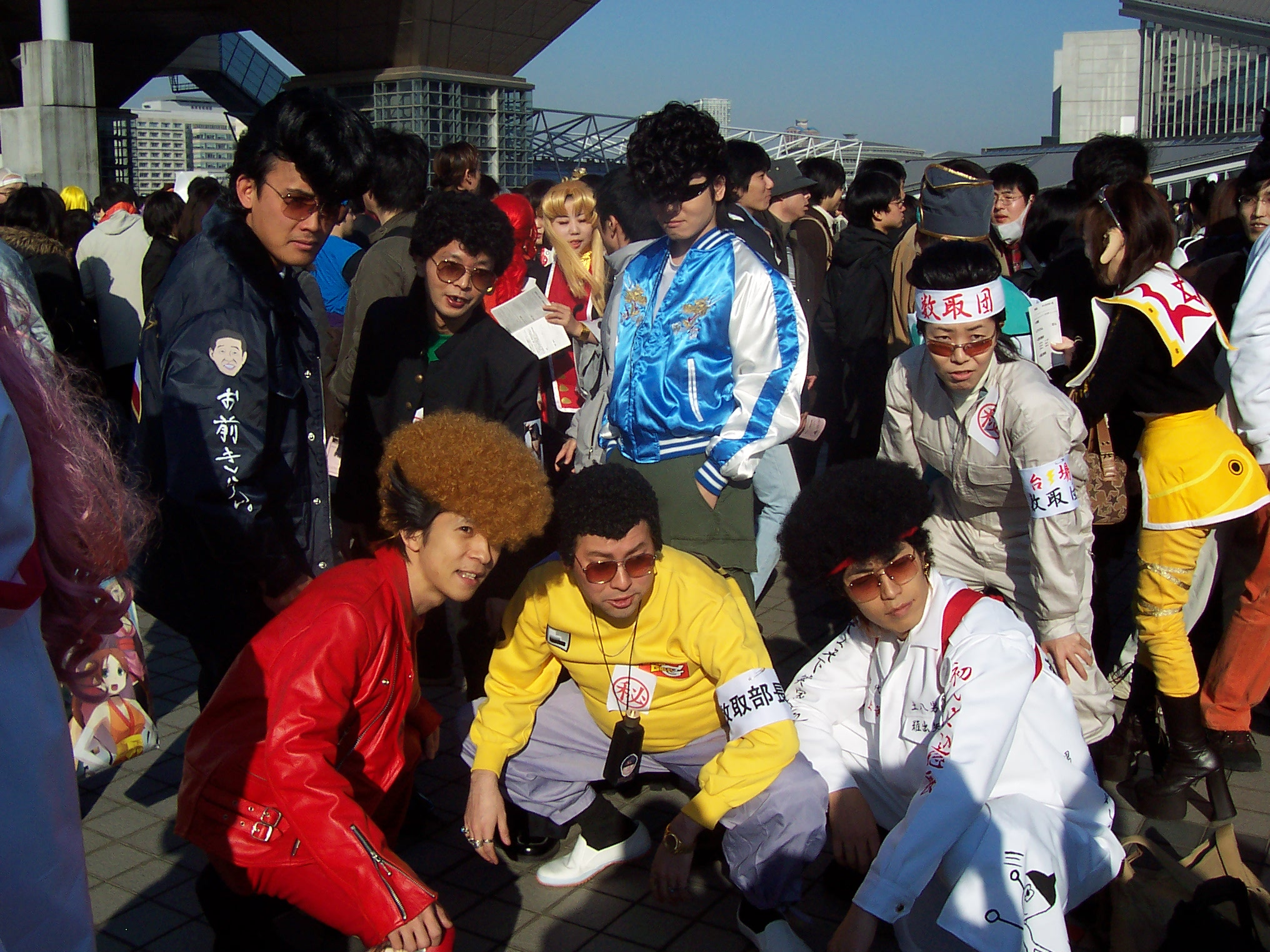
Cosplayerzy przebrani za postacie, ubrane w styl Bōsōzoku

Znany również jako Kogyaru. Styl opierający się na damskim szkolnym mundurku, ale z krótszą spódnicą, luźnymi skarpetkami i często farbowanymi włosami oraz chustką. Członkowie subkultury Kogal czasami nazywają siebie Gyaru. Styl ten był szczególnie popularny w latach 90 XX wieku i zaczął zyskiwać popularność ponownie pod koniec 2020 roku. Styl jest szczególnie popularny wśród uczennic liceum.

### Bōsōzoku
Głównie męski styl ubioru, który powstał w latach 50 i był szczególnie popularny do lat 90. Bōsōzoku nawiązują ubiorem do wyglądu członków gangów motocyklowych. Osoby ubierające się w tym stylu często noszą różnego rodzaju „mundury” składające się np. z kombinezonów podobnych do tych noszonych przez robotników lub okko-fuku (jap. 特攻服), rodzaju wojskowego płaszcza z napisami kanji. Typowe akcesoria do tego stylu to hachimaki, maski chirurgiczne, łatki ze wschodzącym słońcem i bandaże. Osoby ubierające się w tym stylu zazwyczaj noszą szerokie spodnie oraz wysokie buty.

### Amekaji
Amekaji to męski styl ubioru oparty na „amerykańskim luzie”, zachodnich trendach modowych i wyglądzie członków amerykańskich gangów motocyklowych. Styl powstał na początku lat 90 XX wieku. Jako pierwsi nosiła go grupa młodocianych przestępców z Shibuyi znanych jako „Teamer”. Później spopularyzował go Takuya Kimura, który nosił ten styl w swoich serialach telewizyjnych.

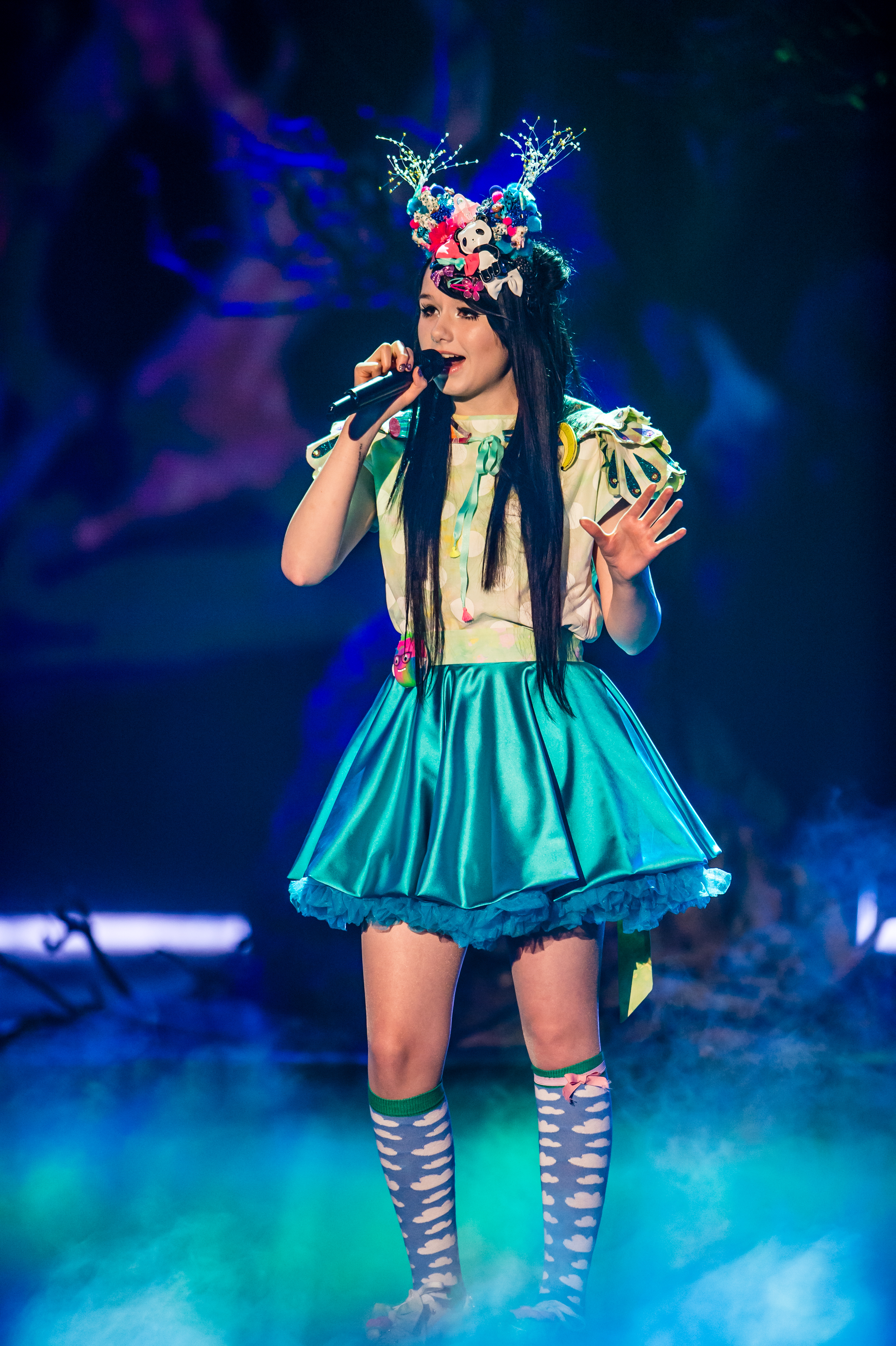
Jamie-Lee Kriewitz podczas występu na Eurowizji 2016 ubrana w stylu Decora Kei

### Decora Kei
Styl Decora Kei powstał na przełomie lat 90 i 2000. XX i zyskał dużą popularność zarówno w Japonii, jak i poza nią. Przykładem tego jest piosenkarka Kyary Pamyu Pamyu, która zyskała rozgłos na scenie mody w Harajuku jeszcze przed swoim muzycznym debiutem. Osoby noszące Decora Kei zazwyczaj trzymają się jednego schematu kolorów dobieranych ubrań. Zwykła koszula i bluza z kapturem często jest noszono z krótkimi spódniczkami przypominającymi tutu. Włosy są często czesane w niski kucyk z długą grzywką. Najważniejszą częścią Decora Kei jest nakładanie wielu różnych akcesoriów. Typowym elementem jest również nadruk w panterkę i wzorzyste maski zakrywające usta.

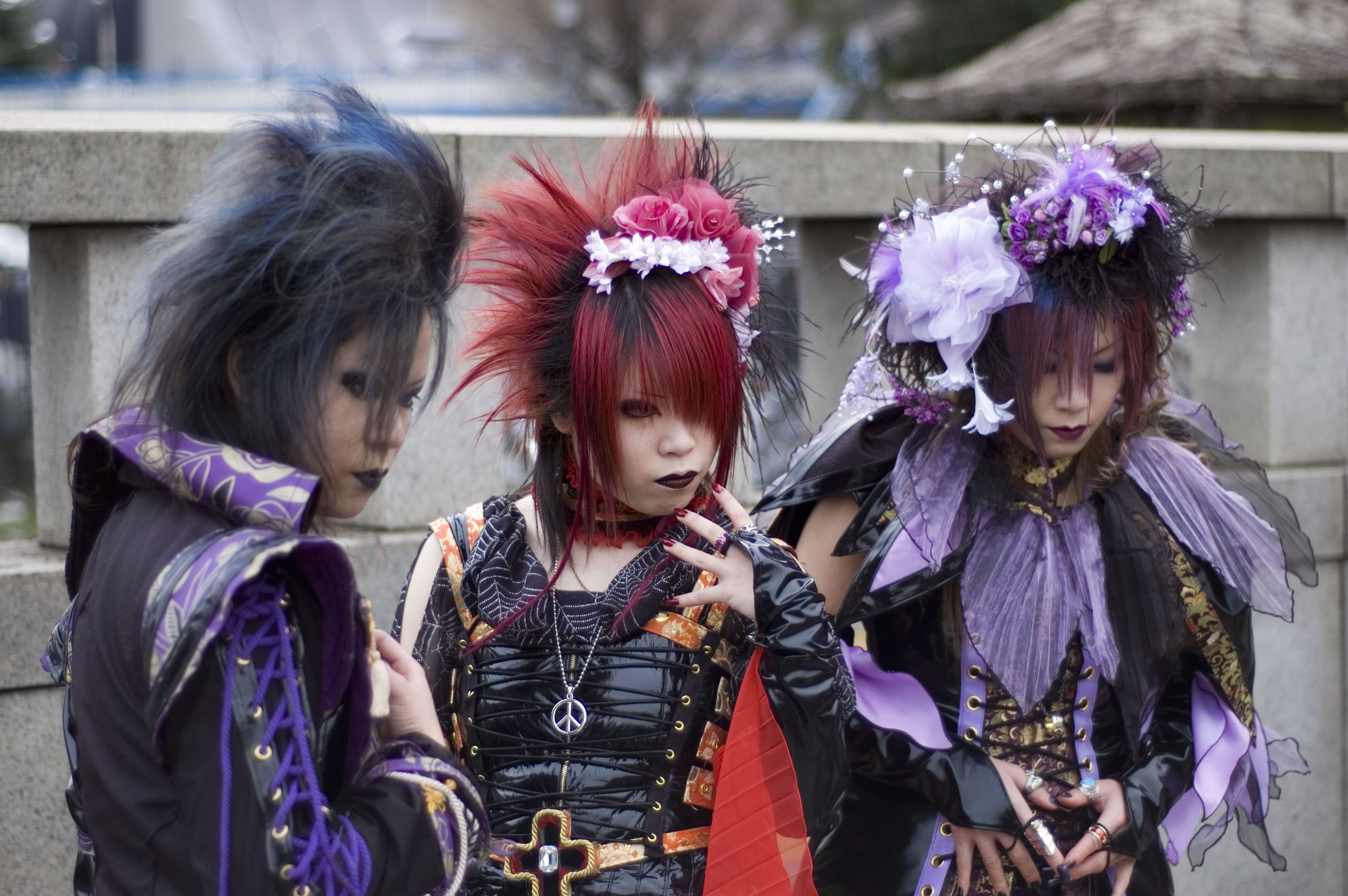
Visual kei

### Visual Kei
Visual Kei to styl stworzony w połowie lat 80 XX wieku przez japońskich muzyków, charakteryzujący się ostrym makijażem, nietypowymi fryzurami i ekstrawaganckimi kostiumami, podobnymi do tych noszonych przez zachodnich muzyków wykonujących glam rocka i glam metal. Styl wyglądem nawiązuje również do wyglądu androgynicznych osób. Jednymi z najbardziej znanych i wpływowych przedstawicieli tego stylu to X Japan, Luna Sea, Versailles, The Gazette, Mejibray, Royz, L’Arc-en-Ciel, An Cafe, Malice Mizer i Diaura.

### Oshare Kei

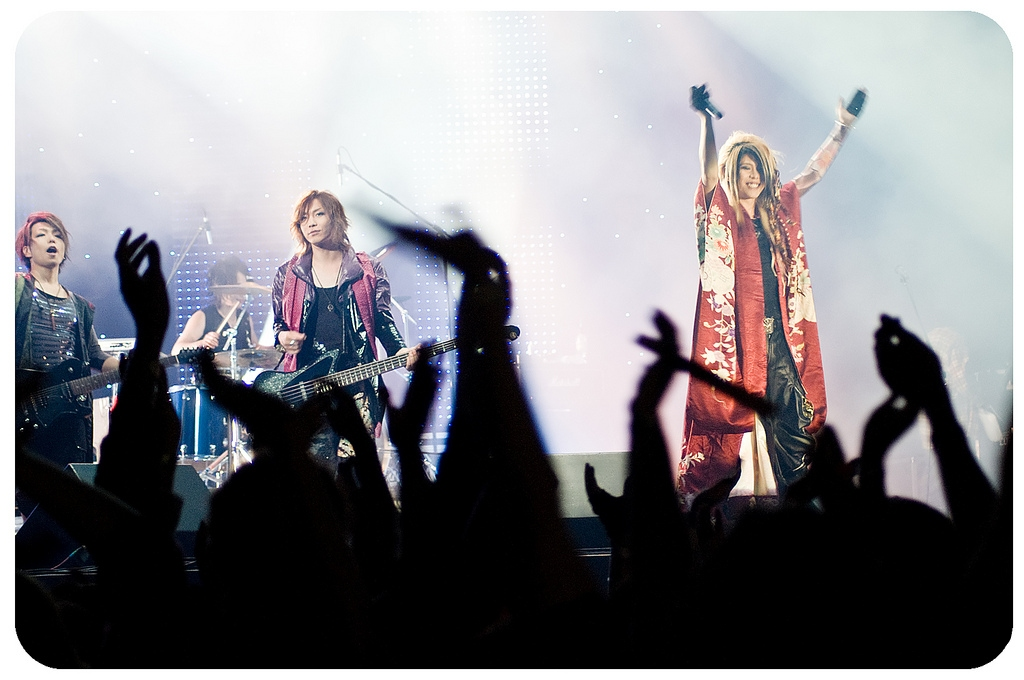
członkowie zespołu Kagrra ubrani w stylu Angura Kei

Styl Oshare Kei jest przeciwieństwem Visual Kei. Styl charakteryzują jasne kolory i nawiązanie do wyglądu popowych muzyków. Styl jest często wykorzystywany przez muzyków, którzy ubierają się często w kolorowe kostiumy lub w ubrania na wzór stylu Decora Kei. Typowym dla tego stylu jest noszenie dużych ilości biżuterii i toreb z brelokami i przypinkami z postaciami z anime lub zwierzętami. Przykładowe zespoły ubierające ten styl to An Cafe, Panic Channel, LM.C i Aicle.

### Angura Kei
Angura Kei to mroczny styl, często kojarzony z podgatunkiem stylu Visual Kei. Termin wywodzi się z japońskiej wymowy angielskiego słowa underground (pol. podziemie), które nawiązuje do jego początków w teatrze podziemnym. Dobór ubrań jest zwykle pod silnym wpływem tradycyjnych elementów japońskich, a także epoki Shōwa (1926–1989), ale z gotyckim akcentem. Makijaż składa się zazwyczaj z shironuri, jest ciemny i ciężki. Styl często wykorzystuje kimona oraz zmodyfikowane japońskie mundurki szkolne. Motywy i akcesoria nawiązują do powojennej Japonii i okultyzmu.

### Cult Party Kei
Cult Party Kei jest nazwany na cześć jednego ze sklepów w Harajuku. Cult Party (znany także jako Virgin Mary) to styl, który był popularny na początku 2010 roku i opiera się na zachodnich artefaktach religijnych, takich jak krzyże czy biblia. Popularnymi elementami ubioru są krzyże oplecione przędzą, warstwy materiału w delikatnych kolorach, dużo kremowej koronki i satynowych kokardek. Makijaż i fryzura nie są tak przesadne, jak w innych stylach. Cult Party Kei często nosi się z naturalnie wyglądającym makijażem, bez większego nacisku na oczy i prostą fryzurą z dopiętymi różami. Niektórzy uważają, że Cult Party Kei jest podstylem Dolly Kei.

### Dolly Kei
Dolly Kei to styl oparty na japońskim spojrzeniu na średniowiecze i europejskie baśnie, zwłaszcza braci Grimm i Hansa Christiana Andersena. Typowymi ubraniami dla tego stylu są ubrania w stylu vintage. Przedstawiciele tego stylu czasem ubierają symbole religijne. Pionierem w dziedzinie mody Dolly kei jest sklep Grimoire.

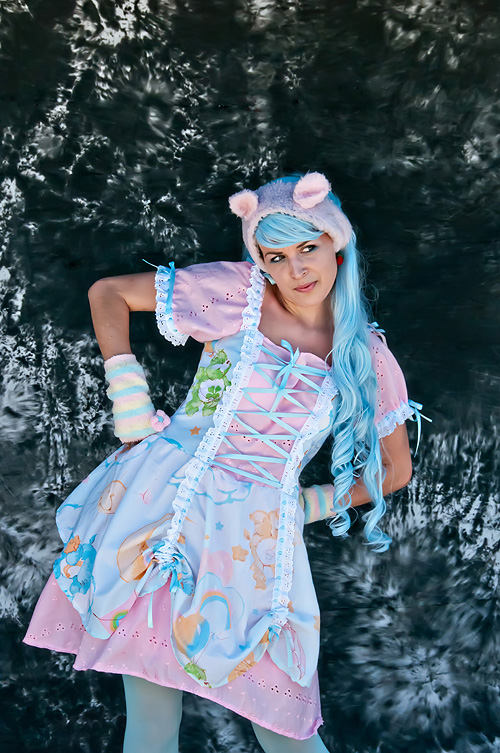
Fairy Kei

### Fairy Kei
Fairy Kei to młodzieżowy styl oparty na modzie z lat 80. Stroje składają się z pastelowych kolorów, aniołów, zabawek i ogólnie uroczych motywów oraz elementów i akcesoriów z zachodnich linii zabawek z lat 80 i wczesnych 90, takich jak Polly Pocket, My Little Pony, Strawberry Shortcake, Rainbow Brite, Popples, Lady Lovely Locks, Barbie, Wuzzles i Troskliwe Misie. Powszechne są włosy w kolorze pastelowym, chociaż popularne są również włosy naturalne, a fryzury są zazwyczaj proste i ozdobione czymkolwiek uroczym lub pastelowym jak np. kokardki. W stylu Fairy Kei często ubiera się swetry w stylu vintage, swetry rozpinane, kurtki uniwersyteckie, tutu, mini spódniczki, rajstopy, podkolanówki i trampki. Określenie „Fairy Kei” wywodzi się z magazynu Zipper.

### Girly Kei
Girly Kei to hiperkobieca japońska subkultura, która podkreśla uroczy i dziewczęcy wygląd. W przeciwieństwie do definicji w języku angielskim, Girly Kei generalnie nie bierze pod uwagę tylko typowo kobiecych i dojrzałych elementów. Girly Kei skupia się na koronkach, wstążkach, marszczeniach i wzorach, takich jak kwiaty i serca, skupiając się głównie na delikatnych i pastelowych kolorach, takich jak róż. Istnieje wiele podstylów, a typowy wizerunek przedstawicieli tego stylu może się różnić w zależności od aktualnych trendów, co popchnęło ewolucję Girly Kei na początku roku 2020, w bardziej kobiecy i niewinny kierunek, ponieważ główne trendy w modzie w dużym stopniu czerpały z tego stylu.

### Mori Kei
Mori Kei (mori oznacza po japońsku las) wykorzystuje miękkie, luźno dopasowaną odzież, taką jak zwiewne sukienki i kardigany. Styl stawia na naturalne tkaniny (bawełna, len, wełna) oraz ręcznie robione lub vintage dodatki z naturalnymi motywami. Schemat kolorów jest zwykle jasny i neutralny. Stosowane są również wzory takie jak kratka i kwiaty. Styl jest podobny do Dolly Kei, ponieważ celem jest stworzenie wyglądu przypominającego lalkę, ale w bardziej swobodnym, ziemskim stylu.

### Jirai Kei
Jirai Kei (co oznacza „typ miny lądowej”) to subkultura i estetyka, która w dużym stopniu opiera się na nastolatkach spędzających czas w nocnym życiu Kabukicho. W szczytowym okresie swojej popularności styl bardzo przypominał typową japońską modę dziewczęcą, ale od tego czasu zaczął integrować szerszą gamę stylów. Styl jest mocno związany ze swoją subkulturą, która polega na uroczym, niezwykle kobiecym i młodym wyglądzie co ma kontrastować z osobowością. Przedstawiciele stylu, zamiast być słodcy i powściągliwi (na co wskazuje ich wygląd), są agresywni i obsesyjni (na wzór Yandere), samookaleczają się oraz nadużywają alkoholu i palą.
„Jirai Kei” pochodzi od „Jirai Onna” (jap. 地雷女, dosłownie „kobieta-mina”), obraźliwego określenia używanego do określania i nadawania stereotypu niektórym kobietą jako „tykającej bomby”, zwłaszcza w odniesieniu do kobiet z zaburzeniami psychicznymi, takimi jak BPD, zaburzenia afektywne dwubiegunowe i inne choroby powodujące wahania nastroju. Jest to powszechnie używane jako argument do odrzucania kobiet, jako szalonych lub niebezpiecznych ze względu na arbitralne cechy, takie jak zamiłowanie do Kawaii. Kobiety w tej subkulturze nazywane są „Jirai Joshi” (jap. 地雷女子), czyli dziewczynyi-miny. podczas gdy mężczyzn w tej subkulturze określa się mianem „Jirai Danshi” (jap. 地雷男子), czyli „chłopcy-miny”.

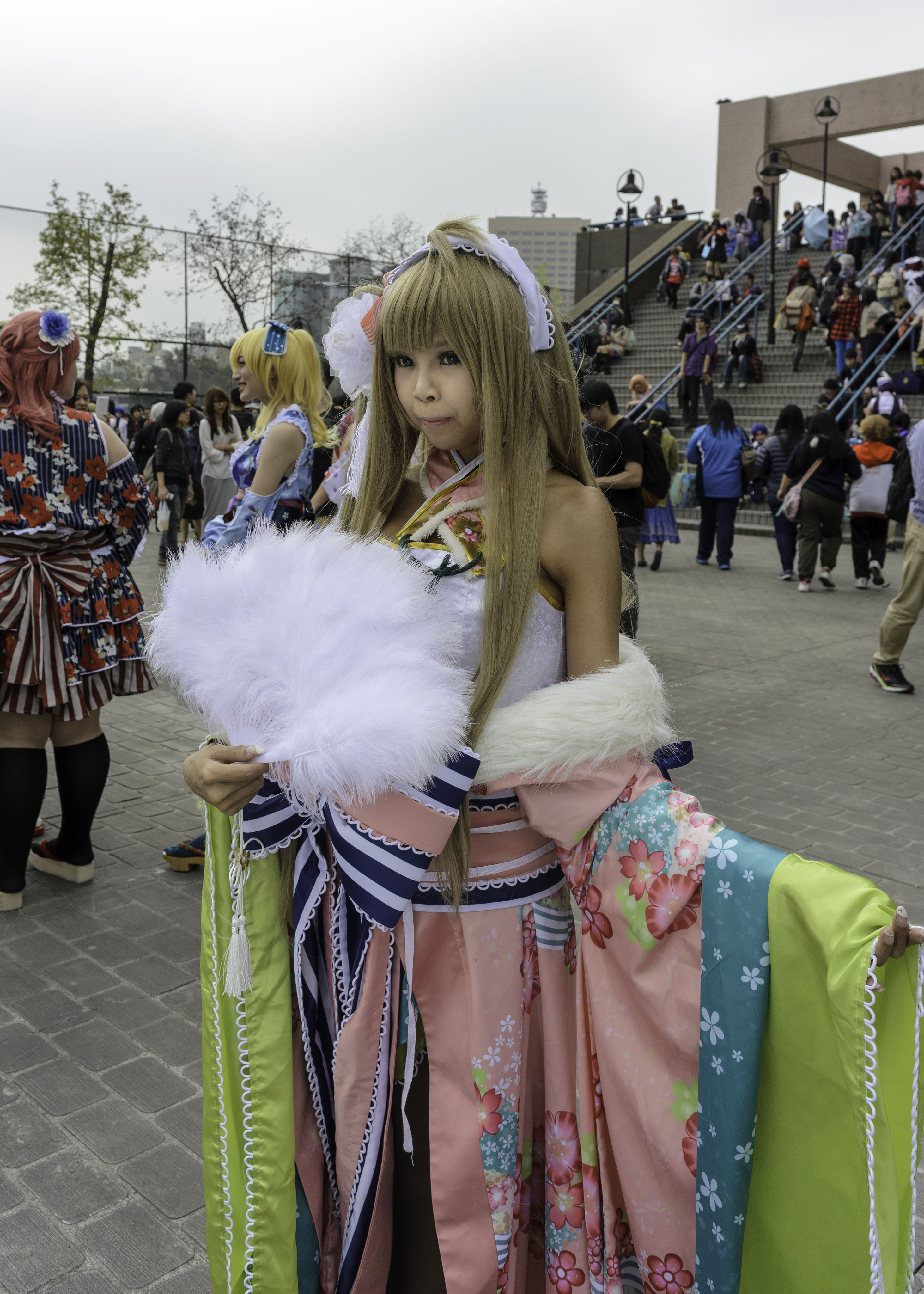
Cosplayerka ubrana w Kimono Style

### Kimono Style
Pomimo rozpowszechnienia się zachodnich stylów ubierania się w Japonii, japońska moda nadal jest często inspirowana tradycyjnymi strojami, a ludzie nadal noszą kimona w codziennym życiu, choć większość osób nosi je tylko na śluby, uroczystości ukończenia szkoły i inne formalne okazje styl Kimono Style wykorzystuje je jako główny element ubioru.
Mimo znacznie zmniejszonej liczby osób noszących kimono jako codzienną odzież, młodsze pokolenia w Japonii nadal łączą kimono ze współczesnymi trendami w modzie, nosząc nowoczesne obuwie i akcesoria zamiast typowych butów geta i kanzashi, które są zwykle noszone do kimona. Istnieją współcześni projektanci, którzy czerpali inspirację z kimona, na przykład kolekcja „TANZEN” projektanta Issey Miyake.

### Genderless
W połowie roku 2010 moda bezpłciowa stała się powszechna i skupiała się na ludziach noszących ubrania, które nie odpowiadały ich przypisanej płci. Subkultura jest w większości zdominowana przez mężczyzn, którzy są znani jako „mężczyźni bezpłciowi”.